# Mouchel de Kars
Mouchel, Mouchegh ou Moušeł de Kars (en arménien Մուշեղ Կարսի ; mort en 984) est un membre de la famille arménienne des Bagratides, roi de Kars de 962 à 984.

## Biographie
Mouchel est fils d'Abas, roi d'Arménie.
En 962, son frère Achot III lui donne des terres autour de Kars, ainsi que le titre royal. En 972, quand  l'empereur Jean Ier Tzimiskès vient faire une visite en Arménie pour prendre possession du Taron et impressionner les princes et rois arméniens, Mouchel envoie son héritier Abas à la tête d'une armée rejoindre les autres princes et rois arméniens, au lac de Van. Intimidé, Jean Tzimiskès, préfère écourter sa visite.
À la mort d'Achot III, en 977, Mouchel conteste la succession à son neveu Smbat II. Il s'ensuit une guerre entre l'oncle et le neveu. Smbat prend le dessus, mais Mouchel fait appel à Davith, prince de Tayk, curopalate et de ce fait vassal de l'Empire byzantin. Voulant éviter de se brouiller avec Byzance, Smbat accepte de faire la paix avec son oncle.
Mouchel meurt en 984, n'ayant eu qu'un seul fils de son épouse, une fille de Sévada II, prince de Gardman et d'Albanie du Caucase : 
- Abas Ier, qui lui succède.